# Tabaqat-i Nasiri
Il Tabaqat-i Nasiri (in persiano طبقات ناصری‎), che prende il nome dal sultano Nasir-ud-Din, è un'elaborata storia del mondo islamico scritta in persiano da Minhaj-i-Siraj Juzjani e completata nel 1260. Composta da 23 volumi e scritta in uno stile diretto e brusco, Juzjani ha dedicato molti anni alla realizzazione di questo libro fornendo anche i riferimenti per le sue informazioni. Sebbene gran parte del libro sia dedicata ai Ghuridi, contiene anche una storia dei predecessori a Ghazna, prima che il ghaznavide Sabuktigin prendesse il potere. Nel compilare il suo Tabaqat i Nasiri, Juzjani utilizzò altri libri ormai perduti: una parte durante il regno di Baihaqi di Sebuktigin, il Ta'rikh-i mujadwal di Abu'l-Qasim Imadi e molto probabilmente il Qisas-i thani di Ibn Haisam. Il "tabaqat" di Juzjani avrebbe dato inizio a una forma di scrittura sulle storie dinastiche nei secoli a venire.

## Contenuto
Lo scopo del Tabaqat-i Nasiri fu quello di narrare delle dinastie musulmane originarie dell'Iran e dell'Asia centrale. Inizia con i profeti e spiega la loro pietà e moralità. Da ciò continua fino ad Abdullah, padre del profeta Maometto, e da quel punto viene raccontata la storia della vita del profeta. All'interno del suo Tabaqat-i Nasiri, Juzjani racconta le sue opinioni religiose e il suo approccio storiografico all'Islam e ai governanti musulmani.
Il Tabaqat-i Nasiri è l'unica fonte della ribellione dei Khalji nel Bengala contro il sultano di Delhi dal 1229 al 1230.

## Volumi
Volume XI: narra la storia dei Ghaznavidi da Sabuktigin a Khusrau Malik.
Volume XVII: fornisce un resoconto storico dei Ghuridi e della loro ascesa al potere nel 1215 fino alla loro fine con il sultano Alauddin.
Volume XIX: narra la storia dei sultani Ghuridi da Saifuddin Suri a Qutbuddin Aibek.
Volume XX:narra la storia di Aibek e dei primi quattro sovrani di Laknauti fino alla loro scomparsa da parte di Iltutmish nel 1236.
Volume XXII: è un volume biografico di cortigiani, generali e governatori provinciali del sultanato dal 1227 fino alla storia antica di Wazir Balban.
Volume XXIII: fornisce informazioni approfondite su Gengis Khan, i suoi successori fino al 1259 e le atrocità commesse dai Mongoli contro i musulmani.